# 2007 في الصين
فيما يلي قوائم الأحداث التي وقعت خلال عام 2007 في الصين.

## سياسة

### تعيين في المنصب
- 27 أبريل – يانغ جيتشي وزير خارجية جمهورية الصين الشعبية [الإنجليزية]‏.
- 22 أكتوبر – شي جين بينغ عضو اللجنة الدائمة للمكتب السياسي للحزب الشيوعي الصيني  [لغات أخرى]‏، عضو المكتب السياسي للحزب الشيوعي الصيني.
- 22 أكتوبر – لي كه تشيانغ عضو اللجنة الدائمة للمكتب السياسي للحزب الشيوعي الصيني  [لغات أخرى]‏، عضو المكتب السياسي للحزب الشيوعي الصيني.
- 22 أكتوبر – ليو يان دونغ عضو المكتب السياسي للحزب الشيوعي الصيني.

### انتهاء فترة المنصب
- 1 يناير – تشو يونغ كانغ Minister of Public Security (China) [الإنجليزية]‏.
- 22 أكتوبر – وو يي عضو المكتب السياسي للحزب الشيوعي الصيني.

## أفلام
من الأفلام التي صدرت هذه السنة في الصين:
- 1 يناير – لعنة الوردة الذهبية من إخراج زانج ييمو.

## وفيات

### فبراير
- 8 فبراير – إسماعيل سيمد ناشط صيني.

### يونيو
- 14 يونيو – روث غراهام (مواليد 1920)
- 29 يونيو – إدوارد يانغ (مواليد 1947)